# Década de 390 a.C.
Séculos: (Século V a.C. - Século IV a.C. - Século III a.C.)
Décadas: 440 a.C. 430 a.C. 420 a.C. 410 a.C. 400 a.C. - 390 a.C. - 380 a.C. 370 a.C. 360 a.C. 350 a.C. 340 a.C.
Anos: 399 a.C. - 398 a.C. - 397 a.C. - 396 a.C. - 395 a.C. - 394 a.C. - 393 a.C. - 392 a.C. - 391 a.C. - 390 a.C.